# Хновское восстание
Хновское восстание — вооружённый мятеж жителей высокогорных сёл Хнов, Борч, Гдым и Фий в Южном Дагестане против советской власти, произошедший в 1930 году. Вызван недовольством местных жителей политикой государства по насильственной коллективизации крестьянских хозяйств и преследованию духовенства, деисламизации горского общества. Восстание вспыхнуло в селе Хнов Рутульского района Самурского округа (ныне Ахтынский район республики), получив название по имени этого села.

## Предпосылки и причины
В 1930 году высокогорное село Хнов, расположенное на границе Дагестана и Азербайджана, стало центром крупного восстания против советской власти. Жители сёл Хнов и Борч встретили установление советской власти в Дагестане враждебно. Их повстанческое движение совпало с активной фазой коллективизации и насаждения колхозов, проводимой в республике в начале 1930-х годов. До этого, весной 1930, по аналогичным причинам произошло Нухинское восстание в соседних Закатальском и Нухинском округах Азербайджана, также населённых дагестаноязычными народами.
Причинами недовольства стали: ограничение прав верующих, преследования мусульманского духовенства и насаждение колхозов, сопровождаемое коллективизацией, обобществлением имущества и скота. Хновские повстанцы были недовольны насильственными методами реализации коллективизации сельского хозяйства, а также закрытием многих мечетей.
Деятельность представителей новой власти ограничивалась преимущественно налогообложением и сбором налогов. Во время провозглашения автономии Дагестана, 13 ноября 1920 г., И. В. Сталиным были даны обещания не трогать шариат, шариатские суды, религию ислам. Но эти обещания были нарушены. Представители новой власти с первых же дней занялись ущемлением прав мусульман, запретом посещения мечетей и запретом обучения детей исламу. Впоследствии были ликвидированы шариатские суды (1927 г.), начались преследования представителей духовенства, закрытие мечетей (1930-е годы) и изъятие относящихся к ним земли и имущества.
По данным ОГПУ за 1930 г. в Рутульском районе из 75 мечетей действовали только 34 (45,4 %), были закрыты 5 (6,6 %), не действовали из-за отсутствия духовных лиц 36 (48 %); в Ахтынском: из 98 — 29 (29,6 %), 37 (37,8 %) и 32 (32,6 %) соответственно. По мнению представителей советской власти, восстанию в Хнове также поспособствовала слабая вовлечённость в социальные институты советской власти жителей села, которым мало, что было известно о советской власти до 1924 года. По словам старожилов, все действия властей ограничивались сбором налогов и назначением председателей ревкомов. Об этом свидетельствуют и материалы дела, рассказывающие о сходе в соседнем с Хновом рутульском селе Борч, также охваченном восстанием: «… на общем сходе было несколько выступлений, в которых подчеркивалось, что до настоящего времени представители власти в село не приезжали, никакой работы не проводили, только по сбору налога».
С началом коллективизации начались попытки насильственного обобществления личного имущества и скота населения и создание на этой основе колхозов.
В сёлах Хнов и Борч находилось самое большое количество кулацких хозяйств. Если общая сумма налога всего Рутульского района равнялась 27000 рублей, то 70 % этой суммы, то есть почти 19000 рублей налога вносили селения Хнов и Борч.
Жители Хнова и Борча, значительную часть которых составляли кулаки и середняки, не смогли смириться с этой политикой. Барановоды из этих селений в зимний период откочёвывали в Закатальский и Нухский районы Азербайджана, где также происходили волнения против советской власти. Возвращавшиеся оттуда барановоды-кулаки, наученные событиями в Азербайджане, используя их опыт и переняв протестный настрой, выступали против мероприятий советской власти в Дагестане.
За месяц до восстания в Хнове, в селении Верхний Гейнек АзССР было созвано совещание по инициативе известного руководителя выступления в АзССР муллы Мустафы Шейхзаде, в котором участвовали Муса Ширинбеков (хновец) и Незир Юнусов (борчинец). На совещании обсуждался вопрос о присоединении дагестанцев к повстанческому движению в АзССР для совместных действий против советской власти, о чём было принято соответствующее решение. Вернувшись в Хнов, М. Ширинбеков, Г. Азизов и Н. Юнусов стали распространять слухи о скором падении советской власти и наступлении иностранных государств на Советскую Россию и одновременно приступили к сбору оружия и агитации в других сёлах за восстановление старого порядка, провели ряд секретных совещаний.

## Ход восстания
Восстание началось 18 мая 1930 года в рутульском селе Хнов. Непосредственными организаторами и руководителями были Ширинбеков Муса, Юнусов Незир, Молла-Магомед Гаджи Кайседин-оглы (Гаджиев Магомед Мулла), Азизов Гашим, Молла Ислам Рашид-оглы (Исламов Молла).
Основную поддержку восставшим оказывала кулацкая и середняцкая часть населения, в частности, барановоды, которые не приняли условий коллективизации с обобществлением части скота жителей, имущества и инвентаря для создания колхозов.
Восстание охватило такие селения как Хнов, Борч, Фий и Гдым Рутульского района и частично селение Маза Ахтынского района.
Основной целью восставших, по словам руководителей, было «не столько свержение советского строя, сколько выражение протеста против проводимых ею политических и экономических мер на местах». Один из повстанцев, Исрафилов Ш., заявил, что «они продолжат борьбу против советской власти, что советская власть притесняет религию, отменяет шариат, забирает собственное имущество и строит на них колхозы. Из-за этого хновское общество восстало, и решение было принято на общем собрании».
Со слов участников восстания, они не ставили целью расширения масштабов выступления, ждали прихода помощи из Азербайджана и Турции, и планировали воспрепятствовать приходу Красной Армии.
Из материалов дела видно, что решение о выступлении было принято на сходе общества селения Хнов. Подтверждением тому, что хновское общество восстало в едином порыве, служит материал допроса одного из пленённых хновцами милиционеров, ехавшего в составе отряда, направленного в Хнов для разведки обстановки, Гаджи Зухрабова: «… Главарями восстания являются мулла Магомед, Гашим Азизов, а участвует всё хновское общество. В Хнове азербайджанцев нет, но начали восстание по распоряжению Исмаила Эфенди».

### Боевые действия
18 мая 1930 г. в сел. Хнов восставшие захватили руководителей советской власти ряда сёл, отстранив их от управления.
19 мая 1930 года отряд повстанцев численностью 300—400 человек занял село Борч и направился к районному центру Рутул, намереваясь затем идти на Ахты. Повстанцы также заняли село Гдым. В боестолкновениях между повстанцами и представителями советской власти был убит начальник административного отдела Рутульского райкома Ахмедов, а трое милиционеров, сопровождавших его, были взяты в плен.
21 мая 1930 повстанцы пленили и разоружили отряд милиции из 15 человек, направлявшийся в Хнов.
22 мая 1930 года хновцы установили контроль над селом Фий. Таким образом, в руках восставших оказались все четыре села: Хнов, Борч, Гдым и Фий.
Вскоре было спланировано проведение войсковой операции силами ВЧК и НКВД, однако выставленные восставшими посты предотвратили её. Во время наступления войсковые подразделения подверглись интенсивному обстрелу стрелковым оружием со стороны повстанцев. Также, повстанцы отказались пропустить в сёла влиятельных лиц из местных жителей, посланных с целью договориться о восстановлении советской власти. Далее оперативная группа, сосредоточив силы, провела наступление на восставшие села; повстанцы, засевшие в горах, непрерывно обстреливали войска.

## Подавление восстания
После захвата повстанцами селений Хнов и Борч, советские власти предприняли несколько попыток переговоров, призывая повстанцев сложить оружие и сдаться. Однако повстанцы отказались.
Для подавления Хновского восстания были привлечены огромные силы: части 5-го стрелкового полка ВОГПУ, 48-й кавалерийский дивизион, а также несколько партизанских отрядов из Дагестана. Восстание было жестоко подавлено; Хнов был окружен и впоследствии занят. Пленные были освобождены. В селе был введён пропускной режим до завершения тотальной проверки населения на лояльность к властям.. Часть повстанцев сдалась, другая — сумела скрыться на территории Азербайджана, где присоединилась к местным повстанческим отрядам — к участникам Нухинского восстания, охватившего Нуху и Закаталы.
В Хнове были проведены масштабные проверки всех восставших и их родственников. Органы власти в полной мере использовали представленные им полномочия и права. Милиция брали в заложники членов семей скрывающихся руководителей восстания, а в исключительных случаях взрывали их дома. В основном были взорваны дома руководителей восстания. Милиция обещали добровольно сдавшимся сохранить жизнь, в том числе и тем, кто скрывался в соседнем Азербайджане. Однако обещание не было выполнено. Приговор советской власти по отношению к восставшим был очень суровым.

## Итоги и последствия
По делу Хновского восстания было арестовано 350 человек, из которых 53, как руководители и активные участники, были осуждены на различные сроки заключения с конфискацией имущества. Постановлением «тройки» НКВД при полномочном представителе ОГПУ Северного Кавказа по ДАССР от 27 февраля 1931 года непосредственные руководители восстания в числе 16 человек во главе с Мусой Ширинбековым были осуждены и приговорены к 10 годам исправительно-трудовых лагерей. Позже приговор был пересмотрен: военной коллегией Верховного суда СССР приговор был отменён и заменён по статье 58/2 УК РСФСР — за активную борьбу с советской властью с оружием в руках, высшей мерой наказания — расстрел с конфискацией имущества.
В последующие годы отношение официальных властей к мятежному селу характеризовалось жесткостью, а в некоторых случаях — враждебностью, что в конечном итоге оказало существенное влияние на материальное положение и политический статус его жителей. Вследствие восстания, в 1934 году село Хнов, а также сёла Гдым и Фий, были административно переведены из состава Рутульского района в состав Ахтынского района.
Немало хновцев было наказано и пострадало в годы репрессий 1936—1938 годов за ту или иную причастность к восстанию, попав в разряд «врагов народа». В 1936 году всех участников Хновского восстания, решением районных «троек» Ахтынского и Рутульского районов, в период проведения коллективизации и раскулачивания, выслали за пределы республики. Среди осуждённых были жители всех четырёх селений, участвовавших в восстании. Было конфисковано личное имущество участников выступления, баранта и принадлежащие им земли. По данным Хновского сельсовета, за 1936—1938 годы было осуждено и выслано (во многих случаях целыми семьями) на Урал около 100 хновцев.
Многие колхозы Ахтынского и Рутульского районов были созданы на основе мелкого и крупного рогатого скота, конфискованного у участников восстания.
Ширинбеков Муса — реабилитирован 11.05.1988 г. «Верховным Судом ДАССР».;
Юнусов Незир — реабилитирован 11.05.1988 «Верховным Судом ДАССР».
На руководителей Хновского восстания не распространялось действие Указа Президиума Верховного Совета СССР от 16 января 1989 года «О дополнительных мерах по восстановлению справедливости в отношении жертв репрессий, имевших место в период 30-40-х и начала 50-х годов». Информации о реабилитации всех участников хновского восстания не существует.
В начале 1931 г. в Рутульском районе вновь были выявлены группы, проводившие агитацию против мероприятий партии и ставившие своей целью подготовку нового вооруженного выступления.